# جوائز إم تي في الأغاني المصورة لسنة 2018
جوائز إم تي في الأغاني المصورة لسنة 2018 (بالإنجليزية: 2018 MTV Video Music Awards)‏ هي جائزة موسيقية ستعقد في 20 أغسطس 2018في قاعة موسيقى راديو سيتي في مدينة نيويورك. سيتم بث العرض السنوي الـ 35 من الجوائز من مكان الحدث للمرة الثانية عشرة، وهو أكبر عدد استضافة من أي مكان سابق في تاريخ.